# جوزف بارتولومیو
جوزف بارتولومیو (Joseph Bartholomew)‏ (۱۵ مارس ۱۷۶۶–۳ نوامبر ۱۸۴۰)، از فرماندهان نیروهای شبه‌نظامی ایندیانا بود و در درگیری‌های نظامی متعددی ادای وظیفه کرد. به علاوه وی به کار زراعت، شکار و تله‌گذاری نیز اشتغال داشت و نقشه‌بردار خودآموخته و سیاستمدار هم بود. شهرستان بارتولومیو در ایالت ایندیانا و جادهٔ بارتولومیو به افتخار او نام‌گذاری شده‌اند.

## زندگی خانوادگی
بارتولومیو در نیوجرسی متولد شد. در دو سالگی و درست زمانی که پدرش از دنیا رفت، خانواده او به لورل‌هیل در پنسیلوانیا نقل مکان کردند. بارتولومیو در سال ۱۷۸۸ با کریستیانا پیکن‌پاگ ازدواج کرد و سپس به همراه مادرش راهی کنتاکی شمالی، جایی در حوالی لوئیزویل کنونی، شدند.
در سال ۱۸۰۰، او خانواده خود را به سرزمین تازه بنا نهاده شده ایندیانا و ناحیه‌ای به نام کلارکس‌گرانت برد که در نزدیکی شهرک چارلزتاون در ایندیانای جنوبی قرار داشت. در ۱۸۰۹ همسر او هنگام تولد دهمین فرزندشان از دنیا رفت. در ژوئن ۱۸۱۱ بارتولومیو با الیزابت مک‌نات وصلت کرد. او نیز در سال ۱۸۲۴ بر اثر جراحات ناشی از سقوط از اسب درگذشت. پس از آن جوزف دیگر تن به ازدواج نداد.
در حال حاضر نوادگان او در بخش‌های مختلف ایالات متحده آمریکا زندگی می‌کنند. دخترش مارتا و چندین تن از نوه‌هایش از نخستین کسانی بودند که به سنت مذهبی مورمونیسم گرویدند و بسیاری از آنها نیز در کلیسای عیسی مسیحِ قدیسان آخرالزمان غسل تعمید شدند.

## فعالیت‌های نظامی
بارتولومیو در هنگامه وقوع جنگ انقلابی آمریکا تنها ده سال داشت، با این حال به شبه‌نظامیان محلی پیوست تا به مقابله با قبایل بومی آمریکا برود که به سوی مرزهای غربی یورش برده بودند.
پس از نقل مکان به کنتاکی، وی همچنان در خدمت نیروهای شبه‌نظامی محلی بود و در بسیاری از درگیری‌هایی که با بومیان آمریکا رخ داد، حضور داشت. طی نبرد سرخ‌پوستان شمال‌غربی (نبرد لیتل تِرتل)، بارتولومیو به عنوان پیشاهنگ در خدمت ژنرال آنتونی واین (ملقب به مَدآنتونی واین) بود و در زمان امضاء پیمان گرین‌ویل نیز حضور داشت.
وی در ۲۱ سپتامبر ۱۸۰۳ و پس از عزیمت به ایندیانا مأموریت یافت تا با درجه سرگردی به شبه‌نظامیان کلارک‌کانتی ملحق شود. سه سال بعد، او به سرهنگ دومی ارتقاء یافت. در تاریخ ۷ نوامبر ۱۸۱۱، او در نبرد تیپه‌کانو شرکت کرد. بارتولومیو که به تازگی به مقام کلنلی رسیده بود هدایت یکصد و بیست نفر از شبه‌نظامیان تحت امر فرماندار ویلیام هنری هریسون را بر عهده گرفت. در این جنگ، گلوله‌ای به بارتولومیو اصابت کرد و باعث شد او از ناحیه دست راست به شدت مجروح شود.
به پاس شیوه رهبری بارتولومیو در نبرد تیپه‌کانو او ارتقای درجه یافته و به مقام سرتیپی نائل آمد. مجلس قانون‌گذاری منطقه‌ای ایندیانا در ۴ دسامبر ۱۸۱۱ بیانیه‌ای صادر کرد مبنی بر اینکه «بدین وسیله مجلس حاضر مراتب تشکر و قدردانی خود را نثار کلنل لوک دِکر، کلنل جوزف بارتولومیو، افسران کادری، افسران وظیفه و تمام اعضای گروه‌های شبه‌نظامی تحت امر آنها می‌کند که بامداد هفتم نوامبر ۱۸۱۱ در کسوت ارتشی به فرماندهی عالی‌جناب ویلیام هنری هریسون و در نبردی شکوهمندانه در برابر پیامبر شاونی و مریدانش رشادت، قهرمانی و دلاوری‌های مثال‌زدنی از خود نشان دادند».
درست زمانی که پسر بارتولومیو به ناگاه بیمار شد، او در منطقه محل سکونتش داوطلبانه به عنوان سرباز نام‌نویسی کرد تا در جنگ ۱۸۱۲ تحت فرماندهی کلنل راسل در هنگ هفتم در عملیات وایت‌ریور شرکت کند. البته پیش‌تر نیز حمله‌ای علیه شهرهای سرخ‌پوست‌نشین هم پیمان بریتانیا در دلاور ترتیب داده بود. او به همراه ۱۳۷ تن از تفنگداران سواره‌نظام عازم این نبرد شد. بارتولومیو و تفنگدارانش به دهکده‌های بومیان دلاور یورش بردند و حدود ۲۵ تن ذرت را معدوم کرده و یکی از جنگجویان سرخ‌پوست را کشتند. البته جنگجوی سرخ‌پوست دیگری از مخفیگاهش به سوی تفنگداران شلیک کرد و باعث شد تا یک نفر از آنها به شدت مجروح شود و خودش نیز متواری شد. پس اینکه بارتولومیو و نیروهایش تمام انبار آذوقه آنها را منهدم کردند به قلعه والونیا بازگشتند. تفنگدار مجروح اهل ایندیانا که او نیز به قلعه بازگردانده شده بود در اثر شدت جراحات درگذشت. بارتولومیو اینطور برآورد کرده بود که گرسنگی و قحطی ناشی از تخریب انبارهای آذوقه می‌تواند، مانع از هر گونه حمله سرخ‌پوستان به سکونت‌گاه‌های آمریکایی‌ها شود یا لااقل حمله آنها را به تعویق بیندازد. صرف نظر از اینکه چنین یورشی تا چه اندازه مؤثر بوده‌است این موضوع مطرح می‌شود که با از بین بردن ۲۵ تن ذرت، زنان و کودکان سرخ‌پوست ساکن در این روستاها نیز از گرسنگی رنج خواهند برد. بعدها کلنل راسل به تمجید از بارتولومیو پرداخت و خطاب به فرماندار منطقه‌ای ایندیانا چنین گفت که: «کلنل بارتولومیو به عنوان معاون من وارد عمل شده‌است، این سرباز قدیمی و کارکشته در چنین نبردی آنقدر پشتکار به خرج داده‌است که من اگر به هر شکلی از او تقدیر کنم باز هم حق مطلب ادا نخواهد شد». در سال ۱۸۱۶ او درجه ژنرال ارشد را کسب کرد که در آن زمان بالاترین درجه نظامی بود.

## اواخر زندگی
پس از اینکه خدمت نظامیش در دوران جنگ خاتمه یافت، وارد سیاست شد. در سال ۱۸۱۸ در مجلس شورای ایالتی ایندیانا خدمت کرد و در سال ۱۸۲۰ برای حضور در مجلس سنای این ایالت انتخاب شد. وی به عضویت کمیسیونی برگزیده شد که قرار بود در خصوص تعیین مرکز ایالت ایندیانا تصمیم‌گیری کنند؛ در واقع او در انتخاب ایندیاناپلیس به عنوان مرکز جدید این ایالت نقش داشت. وی اغلب اظهار می‌کرد که: «من اولین کسی بودم که این پیشنهاد را دادم». او در سال ۱۸۲۲ محل سکونتش را تغییر داد ولی همچنان عضو هیئت‌مدیره کمیسیون اسناد زمین بود. جوزف بارتولومیو در سال ۱۸۲۵ بازنشسته شد.
در ۱۸۳۱ او ضامن همسایه‌اش،  اندرو پی. هِی شد.  پی. هی وام دریافتی از دولت را عودت نداد. در نتیجهٔ این اختلاس، بارتولومیو مزرعه‌اش را فروخت و به منطقه مک‌لین در ایلینوی نقل مکان کرد. او و پسرش شهر جدیدی به نام کلارکس‌ویل در شمال بلومینگتون کنونی بنا نهادند که بعد از دهه ۱۸۵۰ خالی از سکنه شد. او یکی از حامیان جدی ویلیام هنری هریسون در مبارزات انتخاباتی ۱۸۴۰ بود. در پاییز همان سال، وضعیت سلامتی وی رو به وخامت رفت. جوزف بارتولومیو در سوم نوامبر ۱۸۴۰ درگذشت و در گورستان کلارکس‌ویل در منطقه مک‌لین به خاک سپرده شد.
ارتش بزرگ جمهوری در سال ۱۸۹۴ نشان یادبودی بر مزار او قرار داد که روی آن چنین حک شده بود: «به یاد ژنرال ارشد جوزف بارتولومیو، قهرمان تیپه‌کانو. او همچنین در جنگ استقلال آمریکا، جنگ ۱۸۱۲ و نبرد بلک‌هاوک حضور داشت».
در ۱۹۷۳ نیز یادمان سنگی در گورستان داوسون منطقه مک‌لین تعبیه شد که محل تقریبی قلعه بلک‌هاوس را (که در طول نبرد بلک‌هاوس ساخته شده بود) نشان می‌داد.

## ارجاعات
1. ↑  Baker; Carmony 1975, p. 9.
2. ↑  Pence 1918, p. 289.
3. ↑  Pence 1918, p. 290.
4. 1 2  Bartholomew 1885, p. 474.
5. ↑  ABC/SBC Family Foundation General Joseph Bartholomew
6. ↑  Pence 1918, p. 291.
7. ↑  Pence 1918, p. 292.
8. ↑  Beard et al. 1889, p. 79.
9. ↑  Bartholomew 1885, p. 476.
10. ↑  "The United States Cavalry: An Illustrated History, 1776-1944" by Gregory J. W. Urwin pg. 45.
11. ↑  Harrison 1922, p. 498.
12. ↑  Bartholomew 1885, p. 477.
13. ↑  Pence 1918, p. 296.
14. ↑  Pence 1918, p. 297.
15. ↑  Pence 1918, p. 298.
16. ↑  Prince 1899, p. 316.
17. ↑  Pence 1918, p. 300.
18. ↑  Prince 1899, p. 319.
19. ↑  Genealogy Trails Dawson Cemetery